# Eremo di Barucola
L'eremo di Barucola (o, nell'italiano locale, della Barucola) si trova nella località montana appenninica di Barucola/La Barucola sul versante marecchiese dell'Alpe della Luna, nel comune di Badia Tedalda, ed ha un particolare pregio paesaggistico.

## Eremo
Attualmente disabitata, la località di Barucola nel medioevo ha ospitato una fiorente comunità eremitica. Documentato dagli anni trenta del XIII secolo, l'eremo della Barucola è una comunità eremitica con regola agostiniana e con obbedienza al vescovo di Città di Castello, aggregata al convento dei frati Servi di Maria a Sansepolcro nel 1295, insieme all'eremo di Montevicchi, dal beato  Andrea Dotti noto anche come Andrea da Sansepolcro, che visse in questa località e vi morì il 31 agosto 1315.
L'eremo è ancora in vita agli inizi del XVI secolo quando, il 4 ottobre 1518, il comune di Sansepolcro scrive al priore generale dell’Ordine di santa Maria dei Servi, chiedendo che, essendo il convento è in buona venerazione presso la «terra nostra», mandi alla Barucola frati «come religiosi buoni».
Il 17 settembre 1520 viene smembrato dalla Diocesi di Città di Castello e aggregato alla nuova Diocesi di Sansepolcro.
Cessata la vita eremitica, l'edificio è divenuto sede di attività agricole fino alla seconda metà del XX secolo circa.
Dal 2007 il complesso degli edifici (grande casa rurale e piccola cappella) versa in stato di avanzato degrado, ma la memoria della località e del beato Andrea è ancora molto viva tra la gente.
Nel dialetto locale, si dice che proviene dalla Barucola colui che usa modi rudi.